# 圣马丁迪皮
圣马丹迪皮（法語：Saint-Martin-du-Puy，法語發音：[sɛ̃ maʁtɛ̃ dy pɥi]）是法国涅夫勒省的一个市镇，位于该省东北部，属于克拉姆西区。

## 地名
法语人名在日常人名译名以及《世界人名翻譯大辭典》、《法语姓名译名手册》等主流人名译名类书籍资料中多译作“马丁”，不过在《世界地名翻译大辞典》、《世界地名译名词典》和《法国地图册》等主流地名译名类书籍资料中多译作“马丹”。

## 地理
圣马丹迪皮（47°20'4"N, 3°52'4"E）面积30.7 平方千米，位于法国勃艮第-弗朗什-孔泰大區涅夫勒省，该省份为法国中部省份，北至约讷省，西北接卢瓦雷省，西接谢尔省，南至阿列省，东南接索恩-卢瓦尔省，东临科多尔省。
与圣马丹迪皮接壤的市镇（或旧市镇、城区）包括：屈尔河畔沙特吕、布拉西、沙洛、昂皮里、洛尔姆、马里尼莱格利斯、圣安德烈昂莫尔旺。
圣马丹迪皮的时区为UTC+01:00、UTC+02:00（夏令时）。

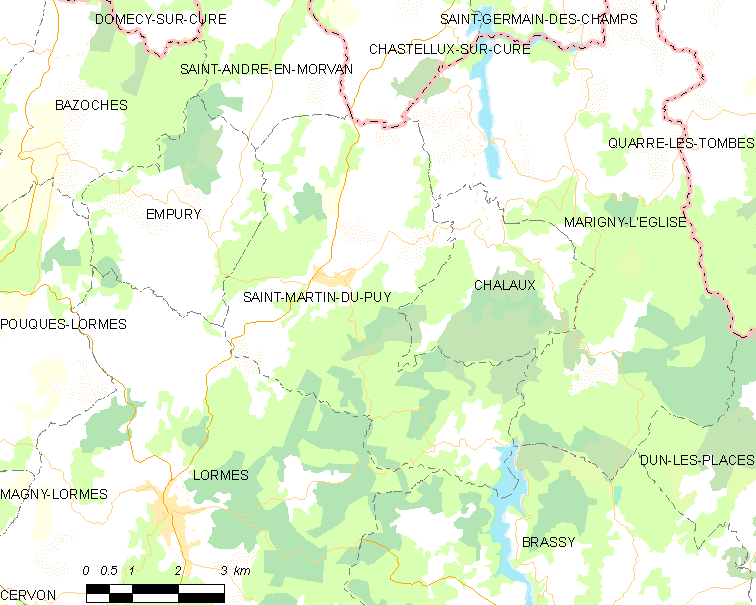
圣马丹迪皮的OSM定位图

## 行政
圣马丹迪皮的邮政编码为58140，INSEE市镇编码为58255。

## 政治
圣马丹迪皮所属的省级选区为科尔比尼县。

## 人口

1962-2008年间圣马丹迪皮人口变化图示

圣马丹迪皮于2022年1月1日时的人口数量为288人。

## 交通
涅夫勒省省道D128线、D235线和D944线在市中心交汇。